# Корпус резервной кавалерии (Великая армия)
Резервная кавалерия Великой армии (фр. Réserve de cavalerie de la Grande Armée) была сформирована в период с 24 по 29 августа 1805 года из кавалерийских частей входивших в состав Армии Берегов Океана. Её командиром был назначен блестящий кавалерийский начальник - принц Иоахим Мюрат. Кавалерия принимала активное участие в кампаниях Наполеона в Баварии, Австрии, Пруссии и Польше. Была расформирована при реорганизации французской армии в октябре 1808 года.
Вновь воссоздана в 1812 году для участия в Русской кампании, и сражалась вплоть до отречения Наполеона.

## Состав корпуса
На 25 сентября 1805 года:
- 1-я дивизия тяжёлой кавалерии (дивизионный генерал Этьен Нансути)
- 2-я дивизия тяжёлой кавалерии (дивизионный генерал Жан-Жозеф д’Опуль)
- 1-я драгунская дивизия (дивизионный генерал Луи Клейн)
- 2-я драгунская дивизия (дивизионный генерал Фредерик-Анри Вальтер)
- 3-я драгунская дивизия (дивизионный генерал Марк-Антуан Бомон)
- 4-я драгунская дивизия (дивизионный генерал Франсуа Бурсье)
- дивизия пеших драгун (генерал-полковник Луи Барагэ д’Илье)

На 14 октября 1806 года:
- 1-я дивизия тяжёлой кавалерии (дивизионный генерал Этьен Нансути)
- 2-я дивизия тяжёлой кавалерии (дивизионный генерал Жан-Жозеф д’Опуль)
- 1-я драгунская дивизия (дивизионный генерал Луи Клейн)
- 2-я драгунская дивизия (дивизионный генерал Эммануэль Груши)
- 3-я драгунская дивизия (дивизионный генерал Марк-Антуан Бомон)
- 4-я драгунская дивизия (дивизионный генерал Луи Саюк)
- 5-я драгунская дивизия (дивизионный генерал Николя Бекер)
- 1-я бригада лёгкой кавалерии (бригадный генерал Шарль Лассаль)
- 2-я бригада лёгкой кавалерии (бригадный генерал Жан-Батист Мийо)

На 7 февраля 1807 года:
- 1-я дивизия тяжёлой кавалерии (дивизионный генерал Этьен Нансути)
- 2-я дивизия тяжёлой кавалерии (дивизионный генерал Жан-Жозеф д’Опуль)
- 1-я драгунская дивизия (дивизионный генерал Луи Клейн)
- 2-я драгунская дивизия (дивизионный генерал Эммануэль Груши)
- 3-я драгунская дивизия (дивизионный генерал Марк-Антуан Бомон)
- 4-я драгунская дивизия (дивизионный генерал Луи Саюк)
- дивизия лёгкой кавалерии (дивизионный генерал Шарль Лассаль)

На 1 июня 1807 года:
- 1-я дивизия тяжёлой кавалерии (дивизионный генерал Этьен Нансути)
- 2-я дивизия тяжёлой кавалерии (дивизионный генерал Реймон Сен-Сюльпис)
- 3-я дивизия тяжёлой кавалерии (дивизионный генерал Жан-Луи Эспань)
- 1-я драгунская дивизия (дивизионный генерал Виктор Латур-Мобур)
- 2-я драгунская дивизия (дивизионный генерал Эммануэль Груши)
- 3-я драгунская дивизия (дивизионный генерал Жан-Батист Мийо)
- дивизия лёгкой кавалерии (дивизионный генерал Шарль Лассаль)

На 1 июля 1812 года:
- 1-й кавалерийский корпус (дивизионный генерал Этьен Нансути)
- 2-й кавалерийский корпус (дивизионный генерал Луи-Пьер Монбрен)
- 3-й кавалерийский корпус (дивизионный генерал Эммануэль Груши)

## Командование резервной кавалерии

### Командующие
- принц (затем король Неаполя) Иоахим Мюрат (29 августа 1805 – 20 февраля 1808, май – 5 декабря 1812, август – 24 октября 1813)
- дивизионный генерал Эммануэль Груши (15 декабря 1813 – 6 апреля 1814)

### Начальники штаба
- дивизионный генерал Огюстен Бельяр (30 августа 1805 – 21 февраля 1808, 1812 – 1813)